# Digiwall
O digiwall é um tipo de escalada indoor que funciona como um instrumento musical. Foi desenvolvido pela divisão sonora do Instituto Interativo da Suécia. O digiwall é controlado por um computador que acende as "agarras" conforme a pessoa vai subindo. Cada agarra dispara uma nota musical diferente e, no final da escalada, é feita uma música que o visitante compôs.